# AEGON Pro Series Shrewsbury 2013
L'AEGON Pro Series Shrewsbury 2013 è stato un torneo di tennis facente parte della categoria ITF Men's Circuit nell'ambito dell'ITF Men's Circuit 2013 e dell'ITF Women's Circuit nell'ambito dell'ITF Women's Circuit 2013. Il torneo maschile si è giocato dal 4 al 10 marzo, quello femminile dal 16 al 22 settembre 2013 a Shrewsbury nel Regno Unito su campi in cemento indoor.

## Vincitori

### Singolare maschile
Daniel Evans ha battuto in finale  Marcus Willis con il punteggio di 7–6(3), 7–6(1).

### Doppio maschile
David Rice /  Sean Thornley hanno battuto in finale  Sander Gillé /  Jonas Merckx con il punteggio di 6–2, 6–1.

### Singolare femminile
Alison Van Uytvanck ha battuto in finale  Marta Sirotkina con il punteggio di 7–5, 6–1.

### Doppio femminile
Çağla Büyükakçay /  Pemra Özgen hanno battuto in finale  Samantha Murray /  Jade Windley con il punteggio di 4–6, 6–4, [10–8].